# Zancliense
| Era Eratema | Período Sistema | Época Serie | Subépoca Subserie   | Edad Piso                   | Inicio, en millones de años |
| ----------- | --------------- | ----------- | ------------------- | --------------------------- | --------------------------- |
| Cenozoico   | Cuaternario     | Cuaternario | Cuaternario         | Cuaternario                 | 2,58                        |
| Cenozoico   | Neógeno         | Plioceno    | Tardío / Superior   | Piacenziense Piacenziano    | 3,60                        |
| Cenozoico   | Neógeno         | Plioceno    | Temprano / Inferior | Zancliense Zancliano        | 5,33                        |
| Cenozoico   | Neógeno         | Mioceno     | Tardío / Superior   | Messiniense Mesiniano       | 7,25                        |
| Cenozoico   | Neógeno         | Mioceno     | Tardío / Superior   | Tortoniense Tortoniano      | 11,62                       |
| Cenozoico   | Neógeno         | Mioceno     | Medio               | Serravalliense Serravaliano | 13,82                       |
| Cenozoico   | Neógeno         | Mioceno     | Medio               | Langhiense Langhiano        | 15,98                       |
| Cenozoico   | Neógeno         | Mioceno     | Temprano / Inferior | Burdigaliense Burdigaliano  | 20,45                       |
| Cenozoico   | Neógeno         | Mioceno     | Temprano / Inferior | Aquitaniense Aquitaniano    | 23,04                       |
| Cenozoico   | Paleógeno       | Paleógeno   | Paleógeno           | Paleógeno                   | 66,00                       |

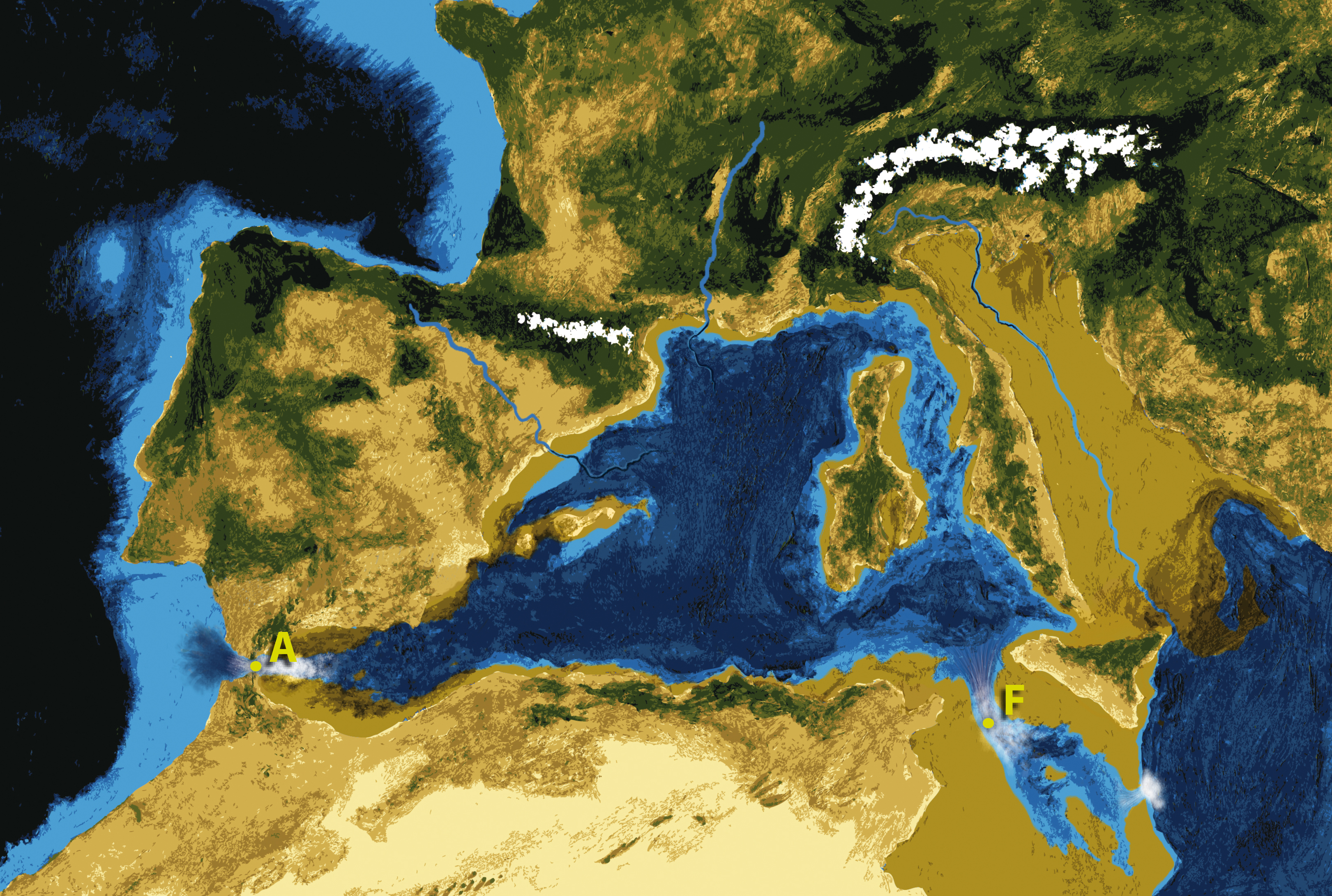
Interpretación artística de la inundación del Mediterráneo a través del Estrecho de Gibraltar (A) y el estrecho de Sicilia (F) hace 5,3 millones de años

El Zancliense o Zancliano es el primer piso y edad del Plioceno en la escala temporal geológica. Sucede al Messiniense (último piso del Mioceno) y precede al Piacenziense. Se inició hace unos 5,33 millones de años y termina hace unos 3,60 millones de años. Es equivalente a la subserie Plioceno Inferior (subépoca Plioceno Temprano). Fue introducido como división del Plioceno por el geólogo y paleontólogo italiano Giuseppe Seguenza en 1868 y nombrado en referencia a Zancla, el nombre prerromano de la ciudad de Mesina en Sicilia. Hasta la formalización de las terminologías en español de España y Venezuela (Zancliense, 2013) y de América (Zancliano, 2023) el piso ha sido también se ha denominado en la literatura científica como Zancleense, Zanclayense, Zanclaniense, Zancleaniense, Zanclagiense y Zancleano.

## Sección estratotipo y punto de límite global (GSSP)
La sección estratotipo y punto de límite global (GSSP) para la base del Zancliense (y, por tanto, del Plioceno) se encuentra cerca de las ruinas de Heraclea Minoa, en la costa de Sicilia (Italia). Se caracteriza por la cronozona magnética Cr3 y es cercano al nivel de la extinción del nanoplancton calcáreo Triquetrorhabdulus rugosus (base de la biozona CN10b) y la primera aparición del nanoplancton Ceratolithus acutus.
El techo del Zancliense, el GSSP del Piacenziense, está en la base del cron C2An (cronozona de Gauss) y coincide con la extinción de los foraminíferos planctónicos Globorotalia margaritae y Pulleniatina primalis.

## Eventos durante el Zancliense
La inundación zancliense marcó el inicio del estadio y el final de la crisis salina del Messiniense y dejó una importante impronta en la fauna Mediterránea al producirse una entrada abrupta de aguas del Atlántico a través del estrecho de Gibraltar.